# Цюгель, Генрих фон
Генрих Иоганн фон Цюгель (нем. Heinrich Johann von Zügel; 22 октября 1850, Мурхардт — 30 января 1941, Мюнхен) — немецкий художник.

## Жизнь и творчество
Генрих фон Цюгель изучал рисование в Штутгартской академии изобразительных искусств (с 1869 года) под руководством Бернгарда фон Нэера и Генриха фон Рустиге, с упором на жанровую и анималистическую живопись. В 1873 году молодой художник приезжает ненадолго в Вену, затем живёт в Мюнхене. Основными темами его творчества были изображения домашних животных в их связи с человеческой деятельностью. Зачастую эти работы изображали какую-либо особую, сложную либо юмористическую ситуацию.
В начале 1880-х годов художник открыл для себя болотистую местность близ Дахау как превосходный объект для занятий живописью. Он часто приезжает сюда, чтобы рисовать, на плэнер, вне стен мастерской. Теперь животные, которых он изображал ранее, становятся частью создаваемых фон Цюгелем пейзажей. После поездок в Бельгию, Голландию и в Париж в начале 1890-х годов мастер знакомится с таким направлением в искусстве, как импрессионизм; он знакомится в Париже и при проведении выставок в Мюнхене с его известными представителями. Это новое течение оказало важное влияние на творчество фон Цюгеля, придало большее ощущение свободы, воздуха и света его работам, игре светотени в них. В 1895 году Генрих фон Цюгель становится профессором мюнхенской Академии изящных искусств и остаётся на этой должности вплоть до своего эремитирования в 1922 году. Занимал также пост ректора Академии. Имел многих учеников. Был одним из основателей художественного движения Мюнхенский сецессион. Особо тёплые отношения связывали мастера с городком Вёрт-на-Рейне, где он со своими учениками много лет проводил каникулы и где создал значительное число своих картин, арендуя у местных жителей для этого домашних животных. В Вёрте-на-Рейне в честь Генриха фон Цюгеля открыта художественная галерея с постоянной экспозицией его работ. Произведения его хранятся в ряде других немецких музеев, в том числе в берлинской Национальной галерее.
Более 40 лет своего творчества Генрих фон Цюгель посвятил теме «Тяжкий труд», изображающей пашущую воловью упряжь. Создав 24 версии этого сюжета, художник проявляет перед зрителем развитие своего мастерства, которое от детального отражения переходит кубическому и монументализированию. Первоначально работая в крупноформатном масштабе, он передаёт своё ощущение связи между человеком и природой, создающей вечный круговорот жизни. Уже в самом преклонном возрасте фон Цюгель создаёт импрессионистские картины, полные лёгкости и свежести. В возрасте 77 лет он пишет замечательный автопортрет. Кроме изображений животных и пейзажей был автором портретов, произведений городской живописи. Работы Генриха фон Цюгеля в годы национал-социализма в Германии выставлялись в рамках Большой германской художественной выставки.
Наряду с Ловисом Коринтом, Максом Либерманом и Максом Слефогтом, Генрих фон Цюгель относится к числу крупнейших немецких художников-импрессионистов.
Старший сын Генриха фон Цюгеля, Вилли Цюгель, также стал художником-анималистом.

## Дополнения
- * Полотна Г.фон Цюгеля

## Галерея

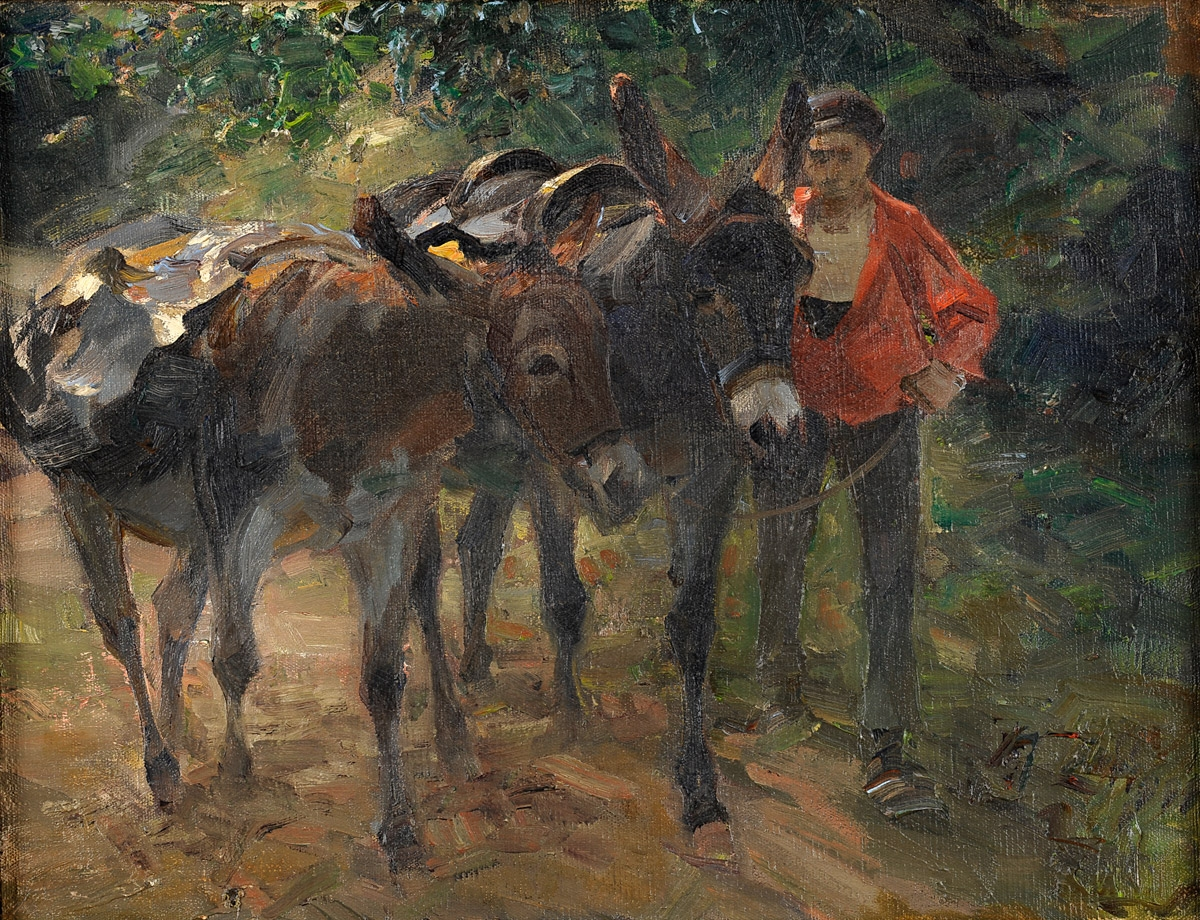
На пути в Волькенхоф
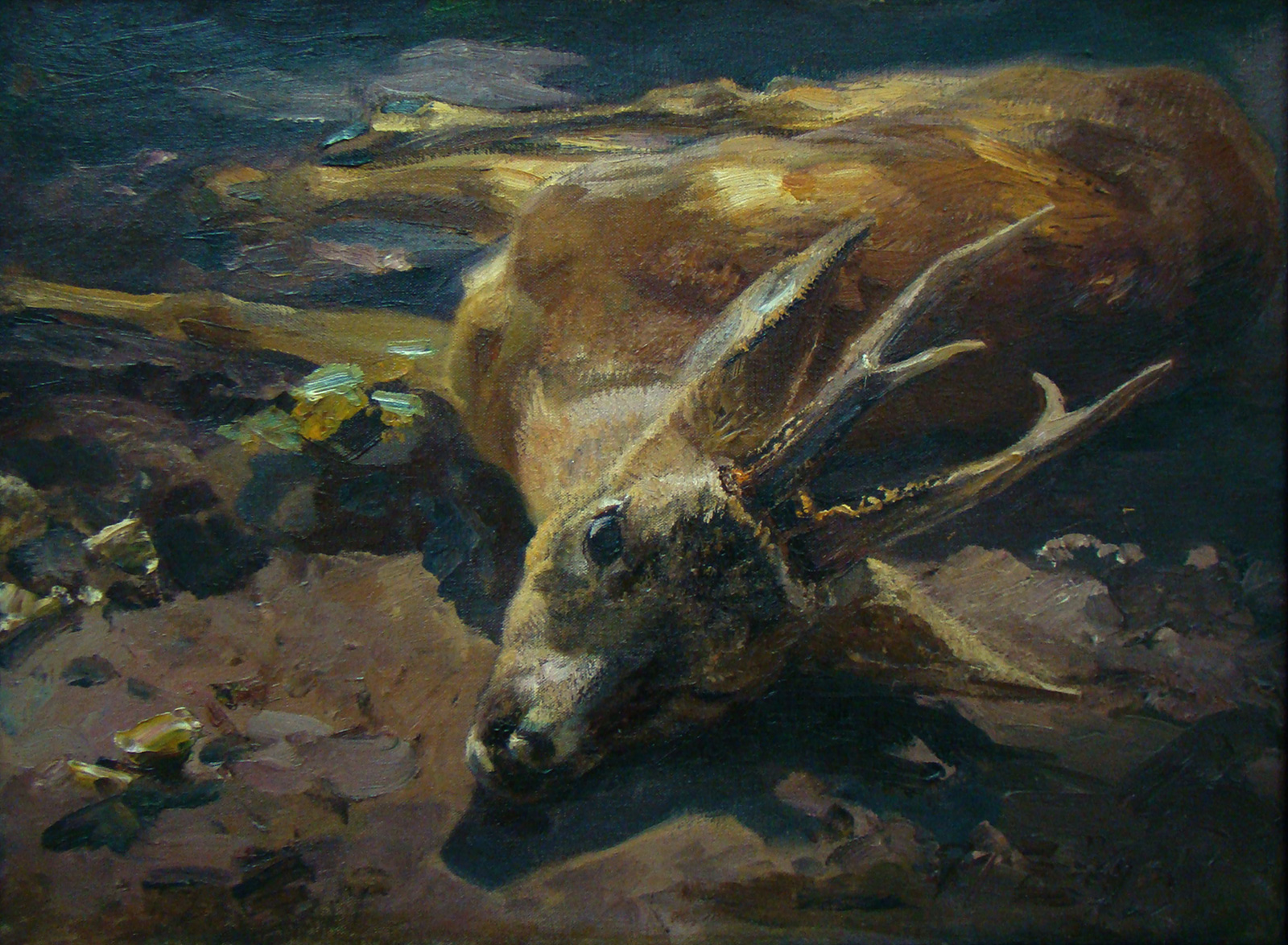
Охотничья добыча с застреленным оленем (1911)
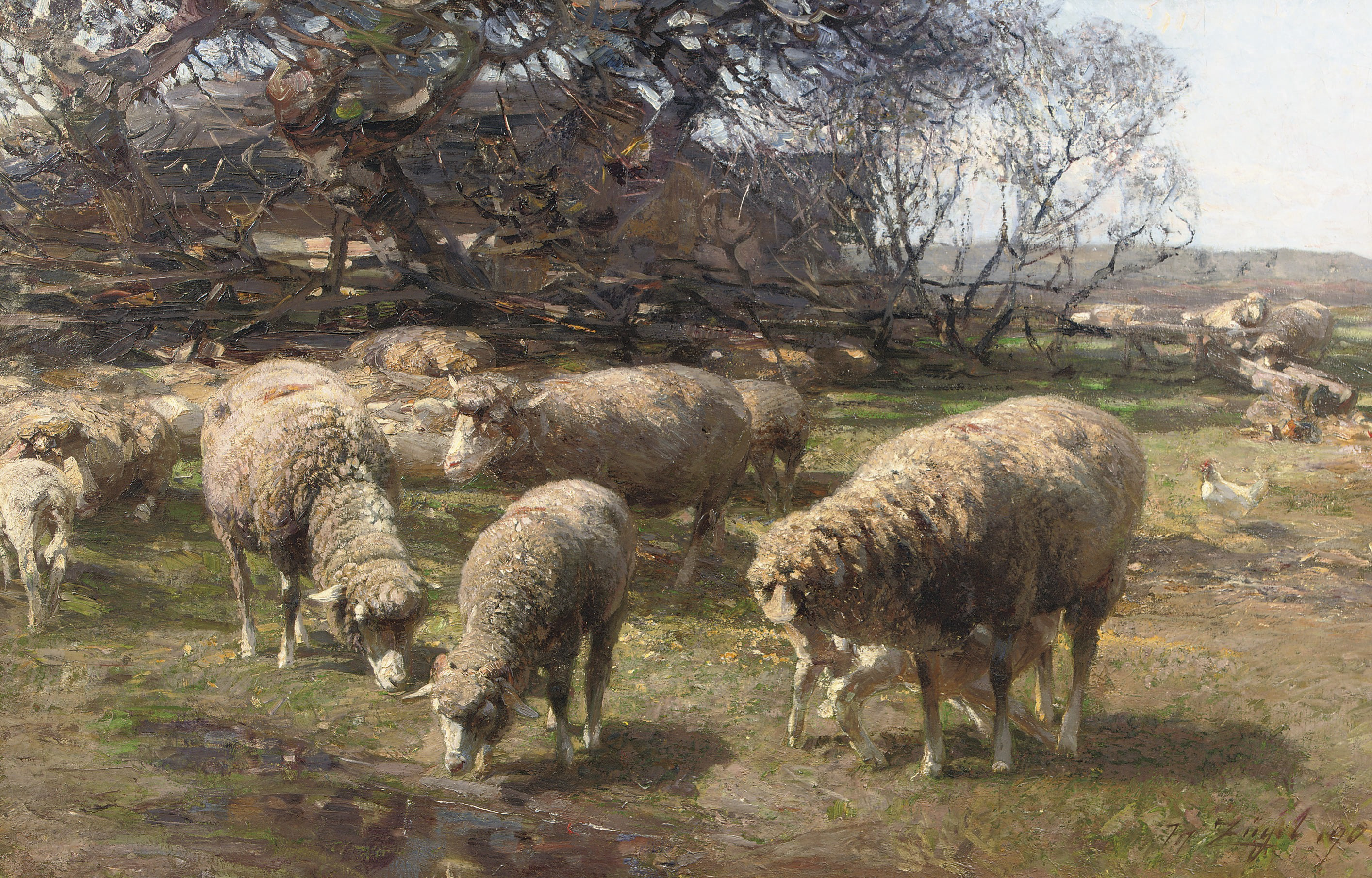
Солнечным мартовским утром (1906)
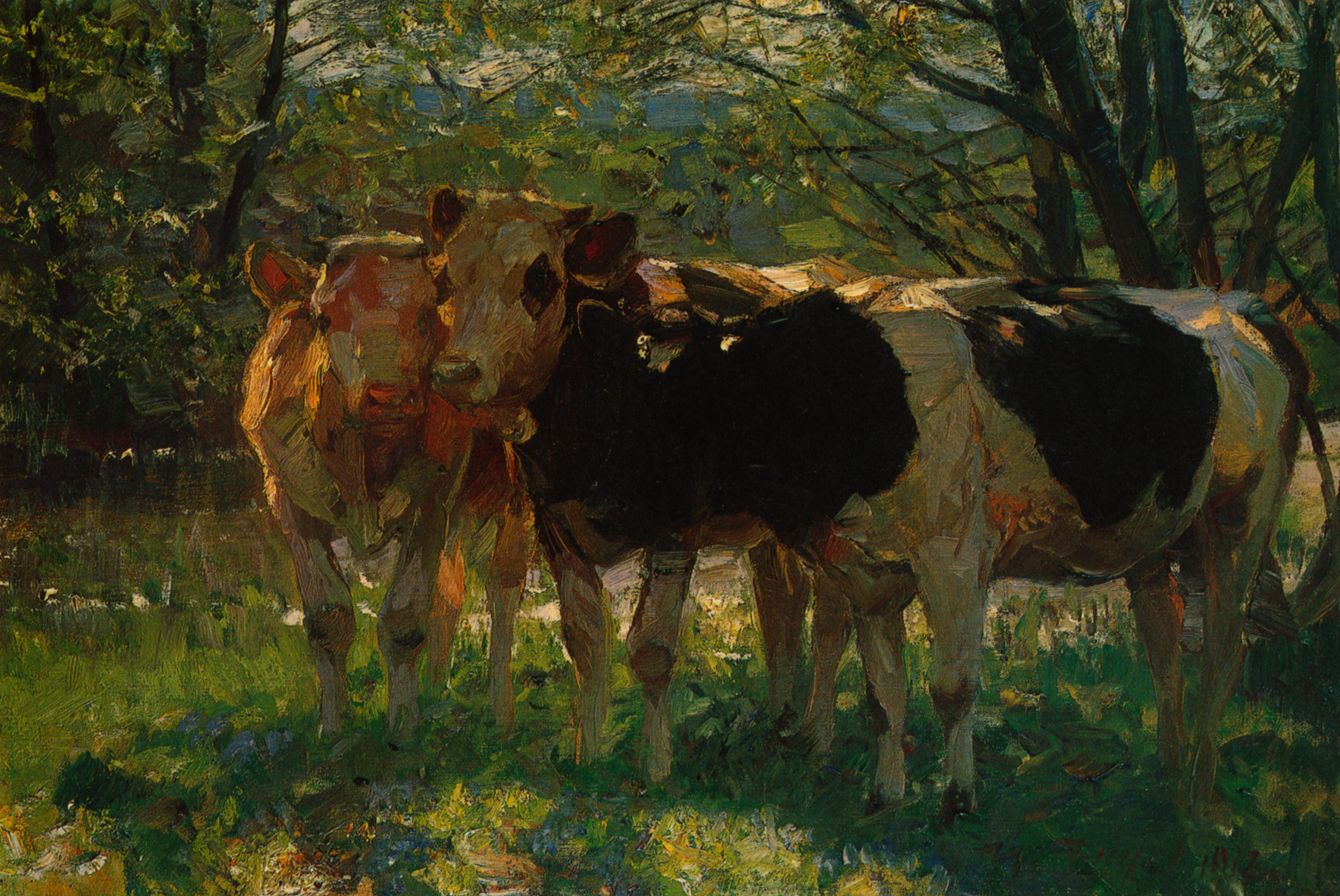
Три телёнка на берегу (1919)
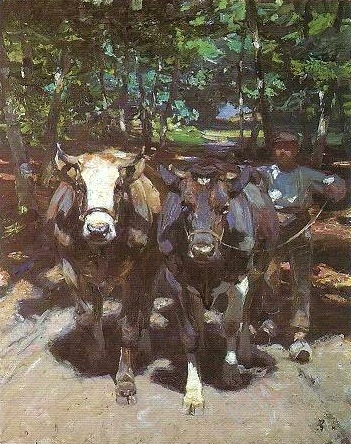
Через лес (1911)